# Colluricincla woodwardi
Picanço-das-rochas (Colluricincla woodwardi) é uma espécie de ave da família Corvidae.
É endémica da Austrália.